# ホワイトチョコレート

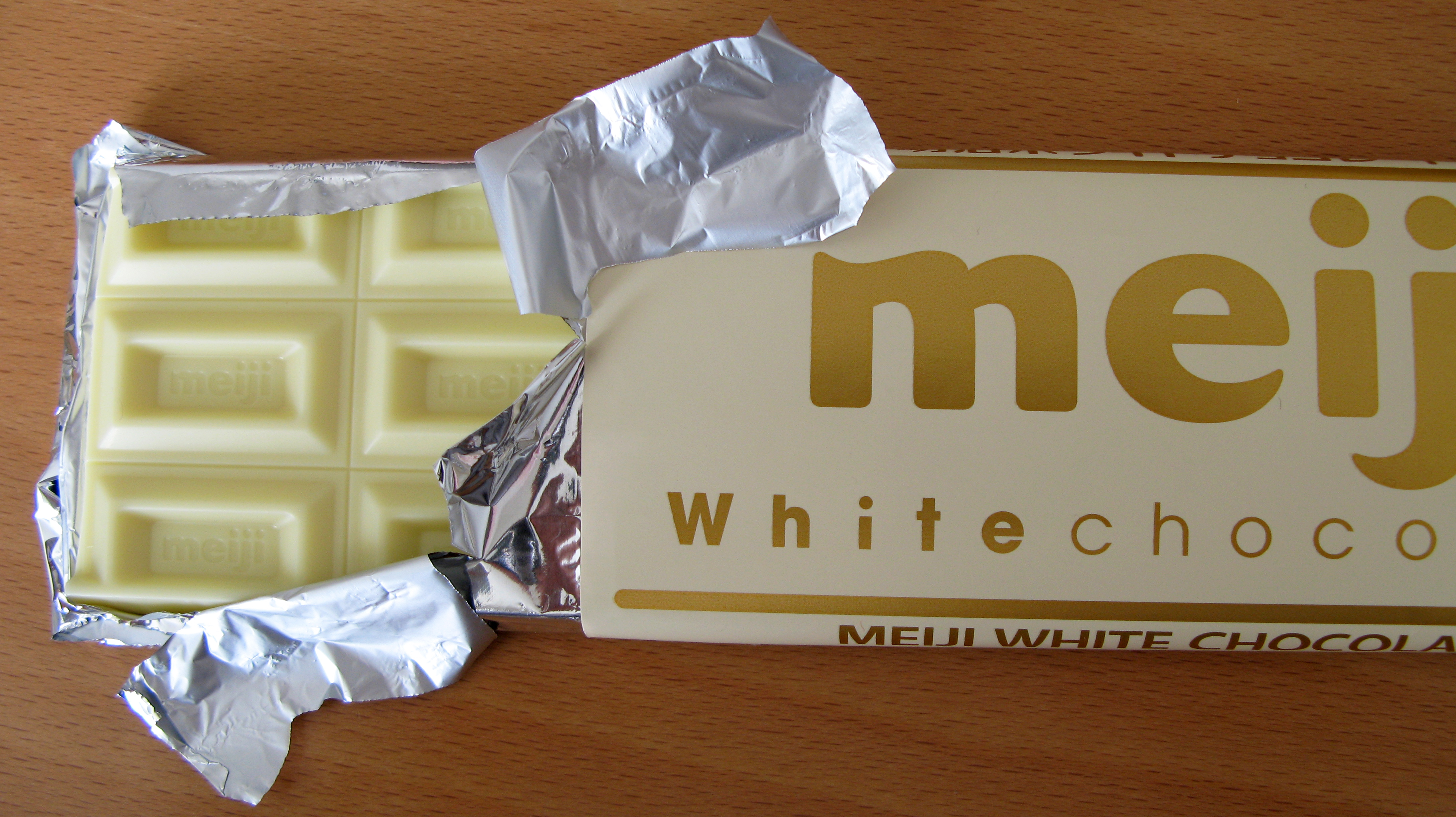
株式会社明治のホワイトチョコレート

ホワイトチョコレート（英: white chocolate）は、砂糖、ココアバター、乳固形分で作られる菓子である。ココアバターの融点はホワイトチョコレートが室温で固体を保つには十分高く、口の中では溶ける温度である。そのため、ホワイトチョコレートは、ミルクチョコレートと似た外見を持つ。

## 特徴
カカオマスに含まれている口溶けのよい油分を主体とし、ココアバターから苦味のある褐色部分を除去して作られている。そのため、味は普通のチョコレートと比べかなり甘さが目立ち、添加される脱脂粉乳のためにややミルキーでもある。褐色原料の除去により、チョコレートのもつ抗酸化成分も取り除かれているため、保存性は普通のチョコレートよりも低い。

## 歴史
1930年代、ホワイトチョコレート Milkybar は、スイスの会社ネスレによってヨーロッパで発売された。

### 米国での販売
米国では、ヒーバート・キャンディーズ (Hebert Candies) が1955年に最初に大規模に発売したが、この製品が欧州でちょうど1年前に作られ始めているのをみて、最初に生産したのはマース (MARS) である。米国では、ホワイトチョコレートとアーモンドの粒を含むネスレのアルペンホワイトチョコレートの販売で一般的となった。

### 日本での販売
1968年11月に日本で最初のホワイトチョコレートが六花亭（当時の社名は「帯広千秋庵（札幌千秋庵製菓）」）より製造・販売開始された。
1967年に帯広千秋庵創業者の小田豊四郎が欧州視察時に着目したチョコレートの自社製造を検討する中で、知人で菓子材料商社「池伝」の創業者の池田傳三に相談し不二家での製造開発担当や明治製菓でマーブルチョコレートの開発に関わった松田兼一を紹介され、松田が北海道の雪国のイメージからホワイトチョコレートの製造をアドバイスしたことから開発に着手し松田が科学的に分析しつつ商品化に至り発売当初はフキノトウのイラストを描いたパッケージングとした。当初暖簾分けの関係から十勝管内でのみ販売したものの十勝外の千歳空港での販売がないこと等の抗議もあり、1977年に千秋庵の暖簾を返上し六花亭への改称後販売地域を拡大した。
また1976年に発売された石屋製菓のホワイトチョコレートクッキー「白い恋人」が北海道土産の代表格となったこともあり、ホワイトチョコレートが北海道土産のイメージとして定着している。

### 英国での販売
英国では、キャドバリー (Cadbury) で販売された。

## 成分と規格
ホワイトチョコレートは通常のチョコレート同様、ココアバター、牛乳、および砂糖で作られるが、成分の相違がある。
「ホワイトチョコレート」として販売するための規格は次のとおり定められる。

### 米国および欧州の規格
米国では、2004年以降、ホワイトチョコレートは20 %以上（重量）のココアバター、14 %以上の乳固形分、3.5 %以上の乳脂肪、および55 %未満の砂糖や他の甘味料でなければならない。欧州連合は、砂糖および甘味料の制限を除いて同じ標準を採用した。

### 日本の規格
日本では、「カカオ分」はカカオニブ、カカオマス、ココアバター、ココアケーキおよびココアパウダーの水分を除いた合計量を示す。このため、ココアバター以外を含まないホワイトチョコレートも次の純ミルクチョコレート生地の規格に該当する。
- カカオ分: 21%以上（うちココアバター18 %以上）
- 乳固形分: 14%以上（うち乳脂肪3.5 %以上）
- 糖分（蔗糖）: 55%以下
- レシチン: 0.5%以下
- 水分: 3%以下

## ホワイトチョコレートを使用した製品
- 白い恋人
- とうきびチョコ